# Scopula irrorata
Scopula irrorata is een vlinder uit de familie spanners (Geometridae). De wetenschappelijke naam is voor het eerst geldig gepubliceerd in 1891 door Bethune-Baker.
De soort komt voor in Europa.